# ولاية عنابة
ولاية عنابة هي ولاية تقع في شمال شرق الجزائر. تعد منفذ الجزائر الرئيسي في تصدير المعادن، ومدينة عنابة هي من أهم مدن الشرق الجزائري، وثالث الموانئ الجزائرية بعد العاصمة ووهران في حجم النشاط الاقتصادي، تقع على ساحل البحر الأبيض المتوسط عند سفح جبل إيدوغ في منطقة سهلية مشهورة بإنتاجها الزراعي، وثرواتها المعدنية. مناخها متوسطي دافئ لطيف شتاءً، وحار معتدل صيفًا، وشواطئها من أجمل شواطئ البحر الأبيض المتوسط، وهي مدينة صناعية وسياحية متميزة.

## تاريخ الولاية

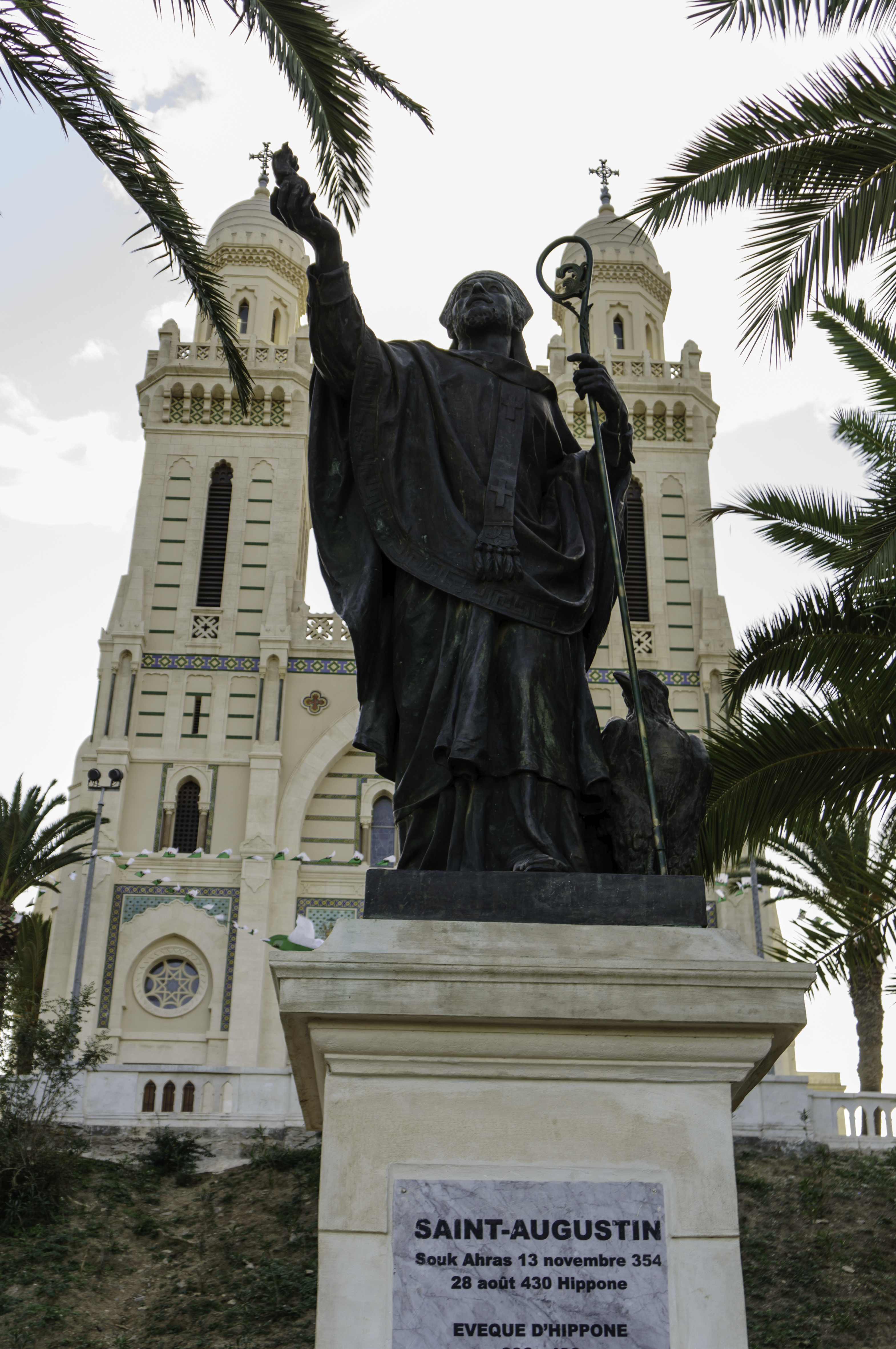
كنيسة القديس اغوستين

يرجع الاستيطان السكاني الأول إلى النوميديين والبونيقيين (أصل تسمية «بونة» التي تطلق على مدينة عنابة) الذين أنشؤوا فيها مرفأ تجاريًا مهمًا في القرن الحادي عشر قبل الميلاد أسموه هيبون. وفي عهد المملكة النوميدية، كانت المرفأ الرئيسي لتصدير الحبوب والمواشي إلى روما. احتلها الرومان في القرن الرابع الميلادي، وجعلوا منها مركزًا أسقفيًا للقديس أوغسطين (322- 430 م). دخلها الوندال في القرن السادس، بعد حصار طويل قتل على إثره أوغسطينوس. وتعاقبت على عنابة فترات وممالك وإمارات إسلامية عديدة ثم دخلت تحت الحماية العثمانية عام 1533 م، ثم احتلها الفرنسيون واستغلوا ثرواتها وذلك ببناء ميناء المدينة، الذي أصبح أهم نقاط تصدير الثروات المعدنية الجزائرية إلى فرنسا، وخاصة الحديد من مناجم ونزة وبوخضرة، والفوسفات من مناجم الكويف وجبل العنق. واستغلوا سهلها في إنتاج الكُروم والتبغ.
عنَّابة اليوم مدينة زاهرة، ومركز صناعي مهم، تضم صرحًا من أهم صروح الصناعة الجزائرية، وبها خام للحديد والفولاذ الذي يمتد على مساحة 800 هكتار، وينتج مليوني طن سنويًا من الحديد والفولاذ، يشتغل فيه 15 ألف عامل، كما توجد بها مصانع مهمة أخرى كمصنع الأسمدة الفوسفاتية، ومعمل الزئبق، والعديد من مصانع المواد الغذائية التي تحول المنتجات الزراعية التي ينتجها سهل عنابة إلى مواد صناعية وهي منطقة سياحية يقصدها الكثير من السواح الأوروبيين.

## الموقع الجغرافي، التضاريس والتقسيم الإداري

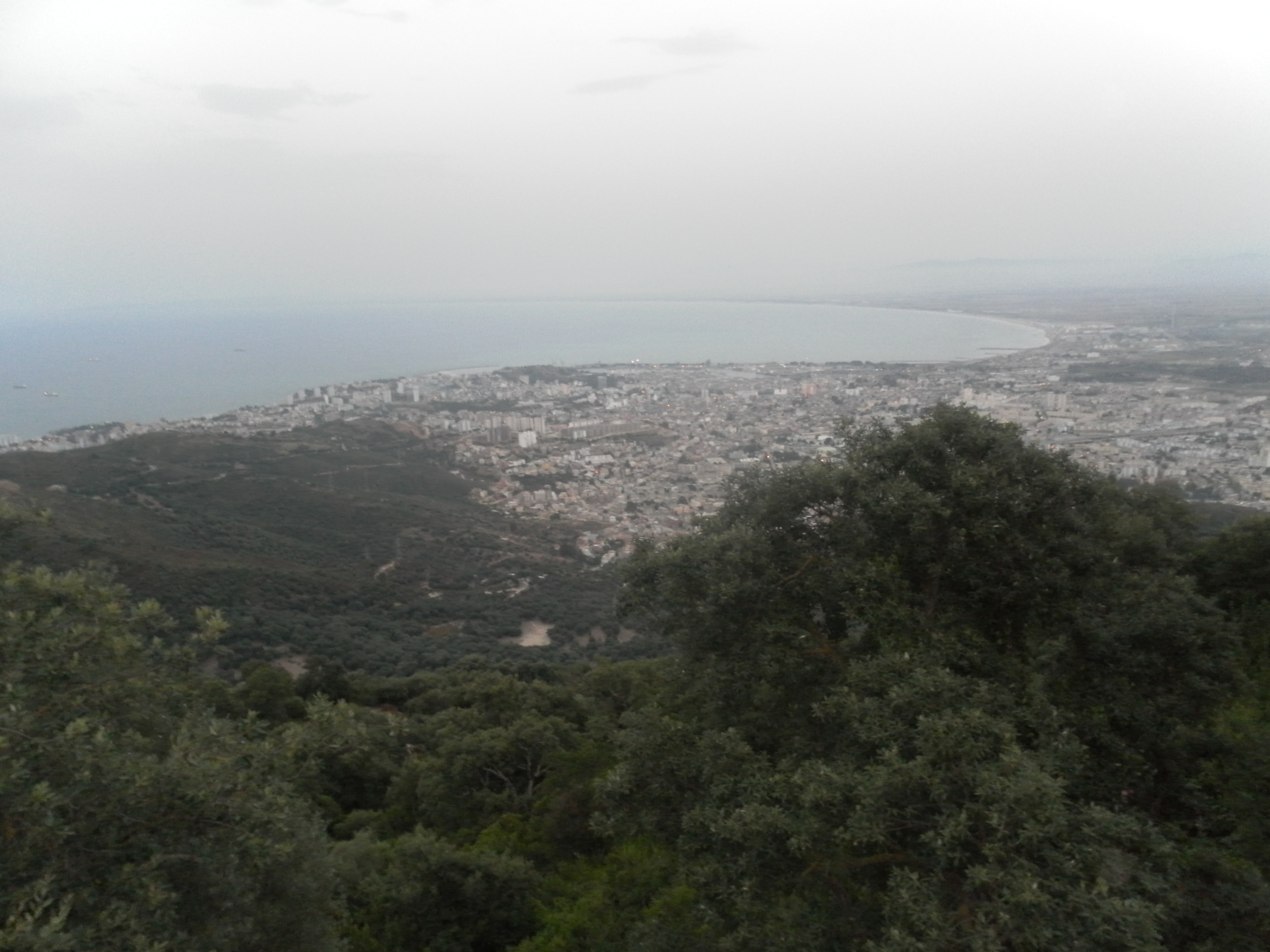
طبيعة عنابة

تقع ولاية عنابة على الشريط الساحلي في أقصى شمال شرق الجزائر تطل على البحر الأبيض المتوسط، تتربع على مساحة مقدرة ب 1 421 كم2، وهي بالتالي ثاني أصغر ولايات الجزائر مساحة بعد العاصمة، يحدها شمالا البحر الأبيض المتوسط بشريط ساحلي طوله 80 كلم معظمه شواطئ صخرية ومن الشرق تحاذيها ولاية الطارف التي كانت تشكل جزءًا من إقليم ولاية عنابة قبل التقسيم الإداري لسنة 1984 ومن الغرب ولاية سكيكدة التي كانت تشكل المرسى. فلفلة. بن عزوز جزءًا منها.ومن الجنوب ولاية قالمة، وولاية سوق أهراس.
من الناحية الجغرافية ينقسم إقليم ولاية عنابة إلى كتلة جبلية متراصة في الشمال تعرف بجبل إيدوغ والذي يصل في أعلى قمة منه (قمة بوزيزي) إلى 1 000 متر ويشمل أقاليم بلديات سرايدي، وادي العنب، تريعات وشطايبي قليل السكان ويمتاز بغابات كثيفة للغاية وبساحل صخري شمالا، أما القسم الجنوبي للولاية فهو سهل ساحلي خصب يمتد بين جبل إيدوغ شمالا وجبال قالمة جنوباً وبه بحيرة مالحة كبيرة (بحيزة فزارة) في الغرب كما يخترقه وادي سيبوس شرقاً مع بعض التلال التي تشكل امتدادا لجبل إيدوغ بإقليم بلدية عنابة، البوني وسيدي عمار ويظهر تناقض صارخ في هذا الإقليم بين كثافة سكانية عالية جدا في قسم صغير يشمل مدينة عنابة (عاصمة الولاية) ومدن وأحياء ملاصقة لها كالبوني، بوخضرة، سيدي سالم (بلدية البوني) والحجار وسيدي عمار وبين المناطق الأخرى واسعة المساحة وقليلة السكان.

### دوائر الولاية

دوائر ولاية عنابة.

من الناحية الإدارية ولاية عنابة التي تحمل رقم 23 في ترقيم ولايات الجزائر، تنقسم إلى 12 بلدية و06 دوائر:
- دائرة عنابة: تشمل بلدية عنابة وبلدية سرايدي،
- دائرة الحجار: تشمل بلدية الحجار وبلدية سيدي عمار.
- دائرة برحال: تشمل بلديات برحال، وادي العنب وتريعات.
- دائرة البوني: تشمل بلدية البوني،
- دائرة عين الباردة: تشمل بلديات عين الباردة، العلمة والشرفة.
- دائرة شطايبي: تشمل بلدية شطايبي.

## التعليم الجامعي
تضم هذه الولاية العديد من الجامعات ومؤسسات التعليم الجامعي، منها:
- جامعة باجي مختار[4]
- المدرسة التحضيرية للعلوم والتقنيات بعنابة[5]
- جامعة باجي مختار - البوني 02.
- كلية الطب
- المدرسة العليا للعلوم الاقتصادية والتسيير
- المدرسة العليا للرياضيات

## السكان
في عام 2008، بلغ عدد سكان ولاية عنابة 609.499 نسمة مقارنة بـ 453.951 نسمة في عام 1987. ثم تجاوزت 4 بلديات حاجز 30.000 نسمة
| ذكور   | فئة عمرية     | إناث   |
| ------ | ------------- | ------ |
| 1٬008  | 85 سنة وأكثر  | 1٬315  |
| 1٬876  | 80 إلى 84 سنة | 1٬933  |
| 3٬579  | 75 إلى 79 سنة | 3٬670  |
| 5٬126  | 70 إلى 74 سنة | 5٬256  |
| 6٬366  | 65 إلى 69 سنة | 6٬851  |
| 8٬167  | 60 إلى 64 سنة | 8٬309  |
| 12٬835 | 55 إلى 59 سنة | 12٬068 |
| 14٬860 | 50 إلى 54سنة  | 15٬154 |
| 17٬323 | 45 إلى 49 سنة | 17٬843 |
| 20٬637 | 40 إلى 44 سنة | 21٬526 |
| 23٬084 | 35 إلى 39 سنة | 24٬066 |
| 27٬187 | 30 إلى 34 سنة | 27٬273 |
| 30٬367 | 25 إلى 29 سنة | 30٬955 |
| 29٬916 | 20 إلى 24 سنة | 30٬115 |
| 28٬703 | 15 إلى 19 سنة | 27٬917 |
| 25٬255 | 10 إلى 14 سنة | 24٬380 |
| 22٬100 | 5 إلى 9 سنوات | 20٬826 |
| 26٬500 | 0 إلى 4 سنوات | 24٬835 |
| 141    | غير معروف     | 177    |

## موارد المياه

### السدود
وتضم هذه الولاية السدود التالية:
- سد هنكوش.
- سد ميكسا.
- سد بولاتان.
- سد الشيفية.
- سد بوغوس.

وتندرج هذه السدود ضمن 65 سدا قيد التشغيل في الجزائر17 في حين أن 30 سدا آخر قيد الإنشاء في عام 2015.

## صحة
- مستشفى عنابة.
- مستشفى البردة.
- مستشفى الحجار.
- مستشفى الشطيبي.
- مستشفى البوني.
- مستشفى سيرايدي.
- مستشفى الرازي

## اقتصاد

### صناعة
عنابة هي موطن لمركز صناعي مهم:
- مجمع الحجار للصلب
- مجمع فوسفات سيبوس
- مجمع اليليك للمعادن

ما يقرب من 260 مؤسسة صغيرة ومتوسطة الحجم/مؤسسة صغيرة ومتوسطة الحجم في مجالات المقاولة من الباطن والصناعة الزراعية.
وتتركز الصناعة الخاصة بشكل خاص في الصناعات الغذائية ومعالجة المعادن والأخشاب ومشتقاتها والبناء.

## السياحة
إن الموقع الجغرافي للولاية على الساحل وتضاريسها الجبلية وإفريزها وساحلها يوفر أفضل الفرص للسياحة الساحلية. توجد ثلاث مناطق للتوسع السياحي:
- كورنيش عنابة (الرأس دي غارد): 375 هكتار
- الخليج الغربي (الشطيبي): 382 هكتار.
- جنان الباي (وادي بغرات، سيرايدي): 137 هكتار.

تتمتع عنابة ببنية تحتية سياحية مهمة، منها 13 فندقًا مصنفًا، و30 فندقًا غير مصنف، و60 فندقًا على وشك الانتهاء، و20 مطعمًا مصنفًا، و14 وكالة سفر، وأشهرها وكالة ATS (خدمات السفر الجزائرية).

## البنية تحتية
الولاية مكهربة بنسبة 91٪، ولديها عشرة مستشفيات منها أربعة في عنابة، وعشر مستوصفات، وستة أقسام للولادة، وسبع عيادات خاصة، وخمسة مختبرات خاصة.